# Carapa batesii
Carapa batesii är en tvåhjärtbladig växtart som beskrevs av C. Dc.. Carapa batesii ingår i släktet Carapa och familjen Meliaceae. Inga underarter finns listade i Catalogue of Life.